# Chrysops magnificus
Chrysops magnificus är en tvåvingeart som beskrevs av Austen 1911. Chrysops magnificus ingår i släktet Chrysops och familjen bromsar. Inga underarter finns listade i Catalogue of Life.